# Walter Kennedy (pirate)
Pour les articles homonymes, voir Walter Kennedy (homonymie) et Kennedy.
Walter Kennedy (1695 - 21 juillet 1721) est un pirate anglais du XVIIIe siècle qui servit en tant que membre d'équipage d'Howell Davis puis de Bartholomew Roberts.

## Biographie
Walter Kennedy est né en 1695 dans un endroit appelé Pelican Stairs, à Wapping, Londres. On pense qu'au moins un de ses deux parents était d'origine irlandaise puisque Bartholomew Roberts considérera Kennedy comme un irlandais.
Après avoir été un pickpocket et cambrioleur londonien, Kennedy devient l'apprenti de son père, un forgeur d'ancre, ce qui ne l'empêche pas de continuer ses larcins durant son temps libre. À la mort de son père, Kennedy cesse son apprentissage pour prendre la mer en servant dans la Royal Navy durant la guerre de succession d'Espagne. Il entend alors parler d'histoires de pirates tel qu'Henry Morgan ou Henry Every et rêve d'en devenir un à son tour. À ce moment, il fait partie des membres d'équipage du Buck, un sloop-de-guerre que Woodes Rogers a intégré à sa flotte lorsqu'il se dirige vers les Bahamas en 1718 pour y réprimer la piraterie. 
Rogers envoie alors le Buck à La Havane avec une lettre pour le gouverneur espagnol. Cette lettre précise que Rogers n'est pas un pirate mais se trouve à Nassau pour lutter contre la piraterie grandissante dans les Caraïbes. Or l'équipage du Buck contenait d'anciens pirates ayant récemment obtenu le pardon royal et, avant d'atteindre leur destination, ces derniers, y compris Kennedy, se mutinent tuant le capitaine, Jonathan Bass, ainsi que d'autres membres d'équipage ayant refusé de se joindre à la mutinerie.
Howell Davis, un autre mutin, est alors élu capitaine. Kennedy était avec Davis sur l'île de Principe lorsque son groupe a été pris en embuscade par les Portugais et il fut le seul à réussir à atteindre le rivage et les navires vivant. Après la mort de Davis, Bartholomew Roberts est élu capitaine et renomme le Buck, Royal Rover . En naviguant au large des côtes du Suriname, les pirates rencontrent un convoi de navires portugais et capture un sloop que Roberts nomme Fortune.

### Capitainerie
Alors que Roberts inspecte le Fortune avec une partie de ses hommes, il laisse Kennedy prendre en charge le Royal Rover. Ce dernier en profite alors pour se proclamer capitaine du navire et fuir avec celui-ci. Depuis la désertion de Kennedy, Bartholomew Roberts n'admit plus jamais d'irlandais dans son équipage. Après ces évènements, Kennedy renonça à la piraterie et décida, en accord avec son équipage, de rentrer en Irlande. Or il n'avait aucune connaissance en navigation et lorsque ses hommes s'en aperçurent, ils menacèrent de le jeter par-dessus bord. Néanmoins, trouvant en leur capitaine une personne d'un grand courage personnel, ils acceptèrent de faire voile avec lui. Cependant, au lieu d'atteindre l'Irlande comme prévu, les pirates débarquèrent sur la côte nord-ouest de l'Écosse. 
Ils passèrent alors pour des naufragés mais en raison des émeutes qu'ils provoquaient dans chaque village dues notamment à leur grande consommation d'alcool, le pays fut poussé à agir. Dix-sept membres d'équipage furent capturés près d'Édimbourg et jugés pour piraterie et neuf d'entre eux furent pendus. Néanmoins, Kennedy réussit à s'enfuir et atteignit l'Irlande. Après avoir envoyé tous ses biens mal acquis à Dublin, il se dirigea vers Deptford où il prétend garder un lupanar. Puis, quand l'une de ses prostituées l'accuse de vol, il est envoyé à la prison de Bridewell où il est dénoncé comme pirate par le second d'un navire qu'il avait capturé. Kennedy est alors transféré à la prison de Marshalsea et jugé pour piraterie. Il est pendu à Execution Dock, le 21 juillet 1721, après un long discours.

## Pavillon

Jolly Roger de Walter Kennedy, semblable à celui de Jean Thomas Dulaien

Le pavillon qu'arborait Walter Kennedy est peint des couleurs traditionnelles du Jolly Roger, blanc sur fond noir. On y voit un homme blanc, nu, regardant un sablier qu'il tient de sa main gauche et tenant un sabre d'abordage de sa main droite qu'il tend vers un crâne blanc surmontant deux tibias croisés. Ce pavillon signifiait aux victimes que leur temps de vie était terminé. [réf. souhaitée]
En outre, ce pavillon est le même que celui qu'arborait le corsaire et pirate français Jean Thomas Dulaien. [réf. souhaitée]